# Olney Park
Olney Park/Olney Park Farm var en civil parish från 1858 till 1986 då den blev en del av Olney, i distriktet Milton Keynes, i grevskapet Buckinghamshire, i England. Civil parish var belägen 10 km från Newport Pagnell och hade 4 invånare år 1971.